# Almanach perpetuum

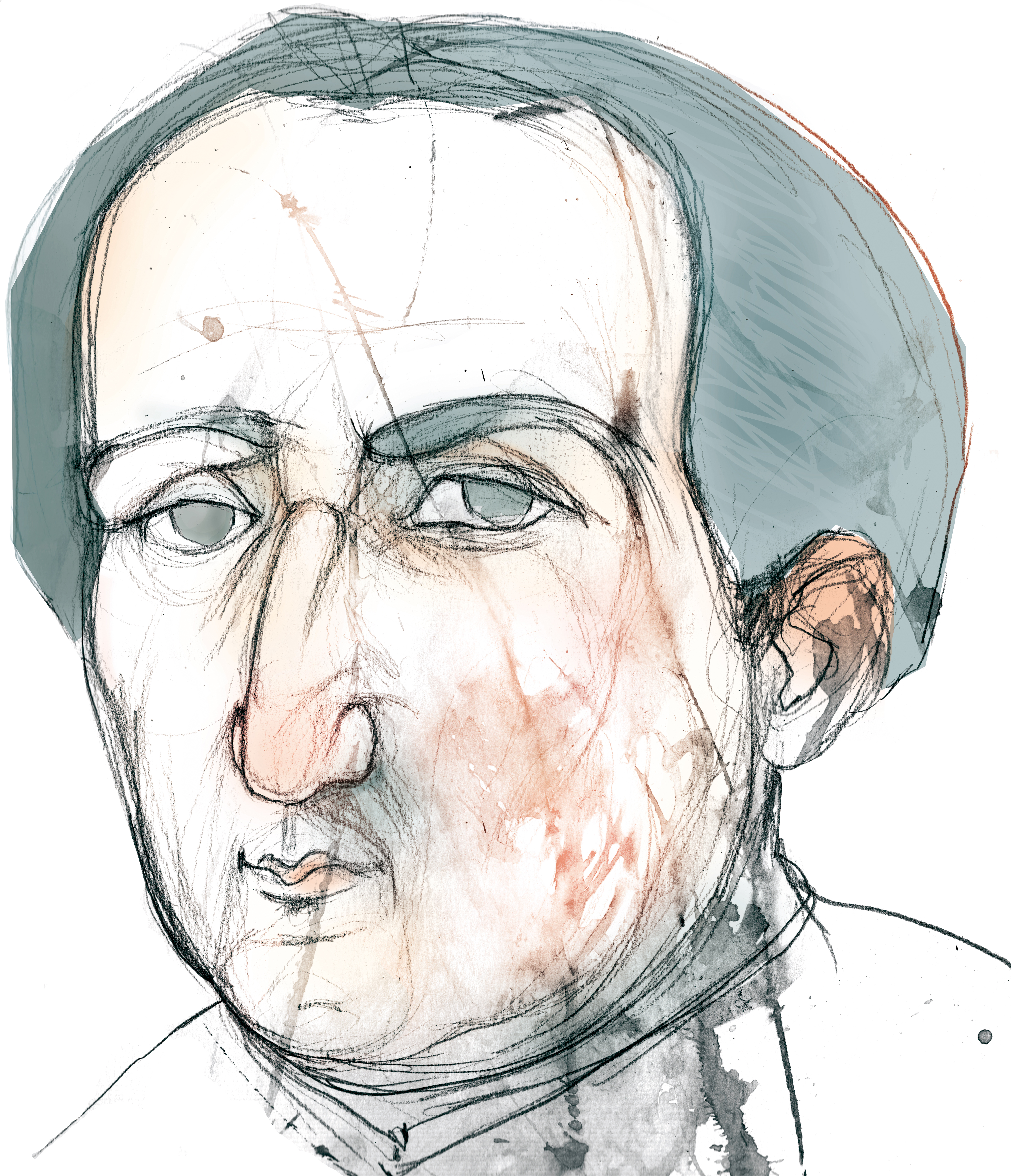
Retrato de Abraham Zacuto

El Almanach perpetuum o Almanach perpetuum celestium motuum (en español, ‘Almanaque permanente de los movimientos celestes’) es una extensa obra de astronomía del siglo XV, considerada una de las más importantes de su época, sobre todo por su importancia para la navegación oceánica. El Almanach, un extenso tratado que predice las posiciones de los planetas, es considerado la magnum opus del astrónomo y rabino sefardí de origen salamantino Abraham Zacuto; fue publicado hacia 1478 en lengua hebrea bajo el nombre Hajibur hagadol (hebreo: החיבור הגדול; en español: ‘La gran composición’) y editado en latín en 1502 (Leiría, Portugal), coincidiendo con algunos de los grandes hitos de la época, como lo fue el descubrimiento de América y las expediciones y descubrimientos posteriores. Así las cosas, sirvió de referencia para los navegantes de la época, entre ellos Cristóbal Colón (las tablas originales) y Vasco da Gama. Aun tratándose de una obra astronómica, como otras composiciones de esta naturaleza guarda estrecha relación con la cartografía. Copias originales del Almanach perpetuum se conservan en algunas bibliotecas nacionales y universidades.

## Antecedentes
Abraham Zacuto fue un renombrado astrónomo, historiador, inventor y talmudista judeoespañol que desarrolló gran parte de sus ensayos más destacados en los reinos ibéricos. Nacido en Salamanca en 1452, de joven destacó en los estudios de la Torá, el Talmud y la mística judía, esta última estrechamente relacionada con la astrología y la astronomía. Zacuto llegó a interesarse cada vez más por el estudio de las estrellas y los planetas, materia que estudió en la célebre Universidad de Salamanca, donde luego la enseñaría y donde escribiría sus ensayos. Con los años llegó a enseñar astronomía en Zaragoza y en Cartagena.
Dedicándose a la investigación astronómica, un conocimiento indispensable para la navegación de los mares, en 1470 empezó con la redacción en hebreo de su gran obra de astronomía, Hajibur hagadol, completándola en 1478. Este libro, junto a otros de sus ensayos, serían más tarde traducidos del hebreo al latín y al castellano, y tendrían gran impacto en la navegación marítima de principios del siglo XVI.
En 1492, tras la expulsión de los judíos de España, Zacuto se asentó en Portugal, donde siguiendo su trayectoria, el rey Juan II le nombró astrónomo real e historiador de la corte. En 1496, el rey buscó su consejo cara a la expedición de Vasco da Gama a la India, doblando el cabo de Buena Esperanza. Zacuto preparó los cálculos navales y astronómicos, y entrenó a la tripulación para usar su astrolabio recientemente perfeccionado, el cual era capaz de determinar la latitud geográfica en alta mar.
Este idilio, sin embargo, tocaría su fin un año más tarde ya con Manuel I de Portugal en el trono, y más concertadamente con motivo de su matrimonio con María de Aragón, tras el cual los judíos de Portugal afrontarían la misma suerte que en Castilla pocos años atrás.

## Contenido e importancia
La obra original, Hajibur hagadol (no confundir con Biur luhot, el nombre hebreo de la versión latina, viz. «Interpretación de las tablas»), constaba de 65 efemérides, o tablas astronómicas (tabulae astronomicae), utilizando el año 1473 como fecha radix y con el meridiano fijado en Salamanca, esbozando la posición del Sol, la Luna y cinco planetas. Los cálculos se basaban en las tablas alfonsinas y se sacaba conclusiones prácticas de los trabajos de otros astrónomos, particularmente de la Escuela de Mallorca del siglo XIV. Zacuto dispuso los datos en formato de almanaque, con las posiciones de cada planeta interpoladas entre las entradas, convirtiéndolo en una herramienta única por su precisión y facilidad de uso. La información deducida de las tablas fue además interpretada en otros capítulos del libro, como el dedicado a los eclipses solares y lunares. 
El almanaque de Zacuto contribuyó casi de inmediato a revolucionar la navegación oceánica. Anteriormente, para determinar correctamente la posición en alta mar, los navegantes tenían que corregir los «desvíos de la brújula» (desviación del norte magnético con respecto al norte geográfico) con arreglo al cuadrante y la estrella polar. Pero estos métodos iban perdiendo su eficacia conforme se aproximaba al ecuador, donde la estrella polar desvanece en el horizonte. El almanaque de Zacuto pudo ofrecer la primera tabla precisa de la declinación solar, permitiendo a los navegantes a utilizar el Sol en su lugar. Dado que no se pudo usar el cuadrante para mirar directamente al Sol, los navegantes portugueses empezaron a utilizar el astrolabio a bordo de sus naves. Las tablas de Zacuto, junto a un nuevo modelo metálico del astrolabio desarrollado por él, permitieron la realización de mediaciones precisas en cualquier parte. Ya en 1497, Vasco da Gama se llevó a su primer viaje a la India el nuevo astrolabio, que a partir de entonces, junto al Almanach, se convertirían en habituales en las naves portuguesas. 

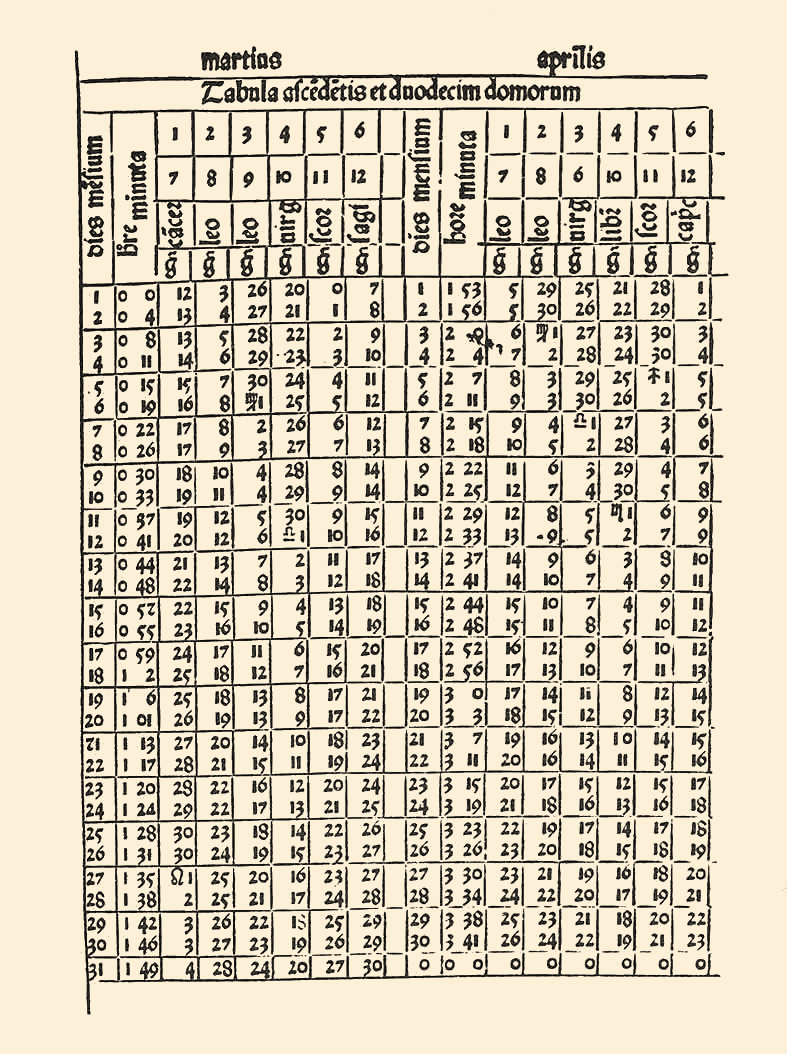
Tabla astronómica del Almanach Perpetuum

Vasco da Gama y su tripulación habían recibido de Zacuto durante 1496 (antes de zarpar) una preparación completa, que incluía el uso de los instrumentos que él había diseñado. Había mejorado las efemérides existentes, muchas de las cuales eran de tiempos de Alfonso X de Castilla. Estas tablas mejoradas habían sido usadas ya por Colón (quien es posible que mantuviera audiencias privadas con Zacuto) en sus viajes. Entre las anécdotas de aquellos tiempos se cuenta que en una de sus expediciones, asaltados por los nativos, el almirante se había percatado en que sus tablas predecían un eclipse ese mismo día, utilizando esta información para amenazar a los nativos con que él podía extinguir el Sol y la Luna, privándoles de su luz cuando él lo disponía, salvándose de este modo su vida y la de su tripulación.

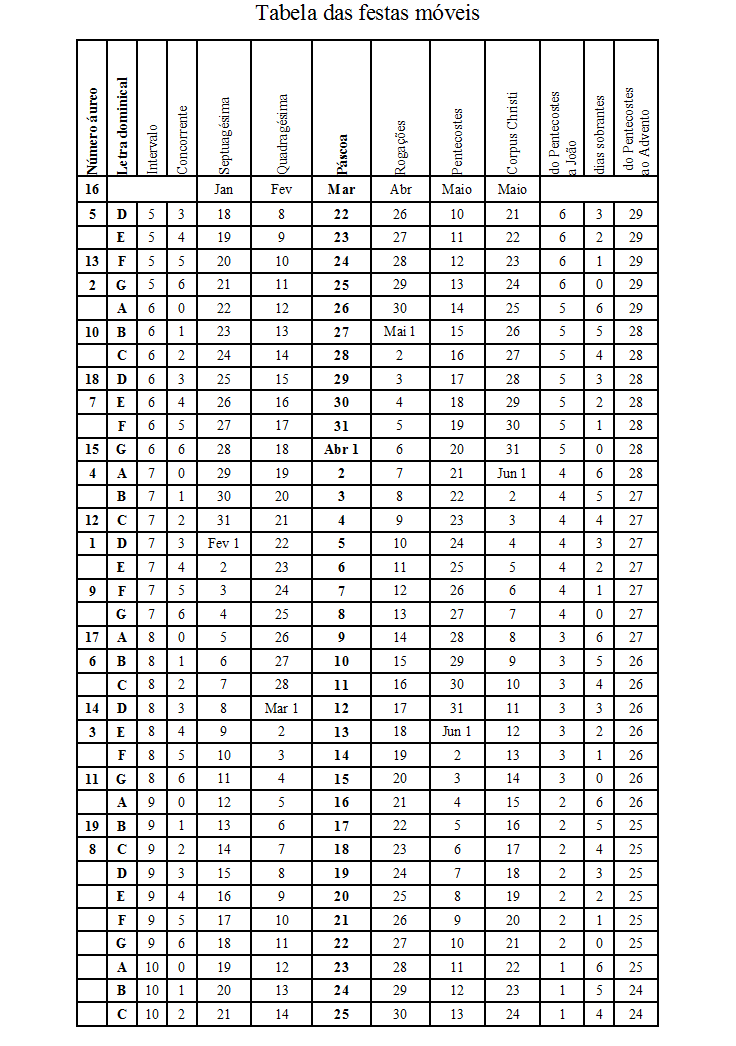
Tabla de fiestas móviles, Alamanach perpetuum, 1496

## Ediciones

### Publicación de la obra en latín
Un discípulo de Zacuto, el astrónomo y médico portugués Mestre José Vizinho, distinguido asesor del rey Juan II, se encargó de la famosa edición en latín del tratado original. Vizinho elaboró dos versiones resumidas de carácter práctico tituladas Almanach perpetuum, que aparecieron por primera vez en dos ediciones impresas distintas en 1496, ambas en Leiría, una con los cánones en latín y otra con los cánones en castellano, pero en ambas, los cabezales de las tablas astronómicas estaban en latín. La recién elaborada edición se titulaba Tabulae tabularum Celestium motuum sive almanach perpetuum, constando en su portada el nombre acortado. La versión castellana, aunque menos difundida, vio la luz casi al mismo tiempo, también en 1496. En la jerga marítima de la época se conocía por «las tablas de Zacuto». 
De hecho, ya en 1481, todavía en Salamanca, Juan de Salaya, catedrático de Astrología y más tarde de Lógica en la Universidad de Salamanca, y amigo y colaborador de Zacuto, realizó una primera traducción de la obra al castellano, aunque no fuera difundida como edición propia. Gran parte del trabajo realizado por Vizinho se basaba en esta traducción temprana.
La tarea de impresión fue llevada a cabo en la imprenta («oficinas tipográficas») de Abraham de Ortas (Abraão d'Ortas en portugués), que incluía las tablas astronómicas de 1497-1500 (no incluidas en la versión hebrea). Esta versión fue la usada por los exploradores Vasco da Gama, en su ruta hacia la India, y Pedro Álvarez Cabral, en el descubrimiento de Brasil. Una edición aún más reciente fue publicada en 1499.

#### Incunables judíos
El Almanach perpetuum es uno de los primeros libros impresos en Portugal usando el método de imprenta de Gutenberg. Lo que facilitó su publicación sería el hecho de que los judíos de Portugal fueron pioneros en introducir la imprenta con tipos móviles en ese país en los años anteriores a su expulsión. Por lo tanto, la mayoría de imprentas que la empleaban eran regentadas por judíos, motivo de la predominancia de los llamados «incunables judíos» en el Portugal de finales del siglo XV. Entre estas estaba la de Abraham de Ortas, en Leiría, lo cual hizo que el almanaque se pudiera publicar de una manera más ágil y eficaz.

#### Versión veneciana de 1502
En 1502 apareció en Venecia una edición mejorada del almanaque elaborada por Alfonso de Córdoba. Córdoba fue un intelectual sevillano, doctor en Artes y en Medicina, quien estando en Roma ejerció como médico del cardenal César Borgia y del padre de este, Rodrigo Borgia, quien luego sería el papa Alejandro VI. Córdoba tenía una gran afición por la astronomía, y ese año publicó el Almanach perpetuum a partir de la última versión portuguesa de 1499, con anotaciones, ajustes para los años venideros y adiciones propias, incluyendo una lista de 53 estrellas y sus nombres (que no figuraba en la edición de 1499) y las coordenadas ecuatoriales. En el prólogo de esta obra se da la longitud del año trópico (365 días, 5 horas y 49 minutos), que corresponde a la atribuida por Copérnico unos años después a un tal «Hispalensis» (‘el sevillano’, con toda probabilidad refiriéndose a Alfonso de Córdoba).

### En los textos árabes
El Almanach perpetuum fue traducido al árabe al menos en dos ocasiones: la primera fue elaborada por Mūsā Ŷālīnūs en 1505-06 en Oriente, probablemente en Estambul, y otra traducción la realizó al-Ḥaŷarī hacia 1624 en Marruecos. La primera es una versión resumida y se conserva únicamente un manuscrito en la biblioteca de El Escorial. Esta edición contiene una segunda serie de cánones y tablas que resultó ser una traducción casi literal de algunos capítulos del Almanach perpetuum.
Los cánones de Ŷālīnūs, en cambio, parecen estar basados directamente en el Ḥibbur (la versión hebrea original de 1478) y no parece que se utilizase el Almanach perpetuum (es decir, la versión latina). En cambio, las tablas astronómicas, copiadas por la misma mano que los cánones, coinciden con las de la edición latina del almanaque. La traducción de al-Ḥaŷarī se ha conservado en cinco manuscritos procedentes de distintas zonas del mundo árabe, lo cual muestra el gran alcance de su trabajo, desde Marruecos hasta Yemen. También hubo obras más tardías, una de ellas elaborada a partir de la versión de Ŷālīnūs y la otra compilada a partir de los cinco manuscritos, donde se conserva la traducción de al-Ḥaŷarī.

## Textos tardíos
En 1504, estando ya en Tunisia (tras la instauración de la inquisición en Portugal), Zacuto redactó Sefer yuḥasin, «Historia del pueblo judío desde la creación del mundo hasta 1500», composición acompañada de varios ensayos astronómicos y astrológicos, incluidas tablas rescatadas del Almanach perpetuum. Este libro fue muy apreciado, siendo imprimido posteriormente en Cracovia (1581), Ámsterdam (1717) y Königsberg (1857).

## Trabajos contemporáneos
Mientras que el Almanach perpetuum tuvo mucha importancia en la exploración del Atlántico y el Índico y las expediciones de españoles y portugueses a las Américas y al subcontinente indio, un contemporáneo de Zacuto, Johannes Stöffler, un clérigo, matemático y astrónomo alemán, de la Universidad de Tübingen, estuvo trabajando en una obra paralela (destacada tanto por sus similitudes como por sus diferencias), llamada Almanach nova plurimis annis venturis inserentia, o sencillamanete Almanach nova, la cual salió a la luz por primera vez en 1499, seguida por una recopilación (empleando un nuevo diseño) de tablas astronómicas en 1514. Como el caso del Almanach perpetuum, esta obra tuvo gran aceptación en tiempos de aventuras marítimas, sobre todo en los países costeros del mar del Norte y el mar Báltico. Los paralelismos entre Stöffler y Zacuto no acaban ahí, ya que como su homólogo ibérico, Stöffler también desarrollaba artilugios astronómicos. Ente sus ensayos se incluye un libro sobre el uso y construcción del modelo común del astrolabio (Elucidatio fabricae ususque astrolabii).